# Каунецкас, Йонас
Йонас Каунецкас (лит. Jonas Kauneckas, 6 июня 1938) — литовский епископ, возглавлявший в 2002—2013 годах епархию Паневежиса.

## Биография
Родился 6 июня 1938 года в д. Трайонишкис (Пасвальский район). Окончил среднюю школу в Пасвалисе. В 1954—1958 годах учился в мелиорационном техникуме в Паневежисе. По окончании техникума работал по специальности и одновременно заочно учился в Вильнюсском университете.
После нескольких неудачных из-за препятствий советских властей попыток, сумел поступить в Каунасскую семинарию. По её окончании был рукоположен в священники 22 мая 1977 года. Служил в Тельшяе и окрестных приходах.
В 1990 году назначен вице-ректором вновь воссозданной семинарии Тельшяя. В 1993 году получил от папы римского почётный титул Почётный прелат Его Святейшества.
13 мая 2000 года папа римский Иоанн Павел II назначил Йонаса Каунецкаса вспомогательным епископом епархии Тельшяя. 5 августа 2000 года состоялась епископская хиротония, которую возглавлял архиепископ Эрвин Эндер. После хиротонии стал титулярным епископом с титулом епископа Форкониума.
С 5 января 2002 года возглавлял епархию Паневежиса. 6 июня 2013 года в день своего 75-летия объявил об отставке в связи с преклонным возрастом, его преемником на кафедре Паневежиса стал Лёнгинас Вирбалас.
Несмотря на отставку с поста епископа принимает участие в работе Конференции католических епископов Литвы на правах епископа-эмерита и имеет право совещательного голоса.

## Награды
- Командор ордена Креста Витязя (21 августа 1998 года)[4]
- Медаль Независимости Литвы (1 июля 2000 года)[5]